# Will Gladstone
Pour les articles homonymes, voir Gladstone.
William Glynne Charles Gladstone, dit Will Gladstone, né le 14 juillet 1885 et mort près de Laventie le 13 avril 1915, est un homme politique britannique.

## Biographie

### Jeunesse et études
Il est le fils unique du fils aîné de William Ewart Gladstone, Premier ministre du Royaume-Uni à quatre reprises et figure prédominante du libéralisme durant l'époque victorienne. William Glynne Charles n'a que cinq ans lorsque son père, William Henry, député libéral à la Chambre des communes de 1865 à 1885 et membre de l'équipe d'Écosse de football qui dispute le premier match international officiel de l'histoire du football (face à l'Angleterre) en 1872, meurt d'une tumeur au cerveau. Il est élevé par sa mère Gertrude, fille cadette de Charles Stuart, 12e Lord Blantyre, aristocrate écossais et membre libéral de la Chambre des lords.

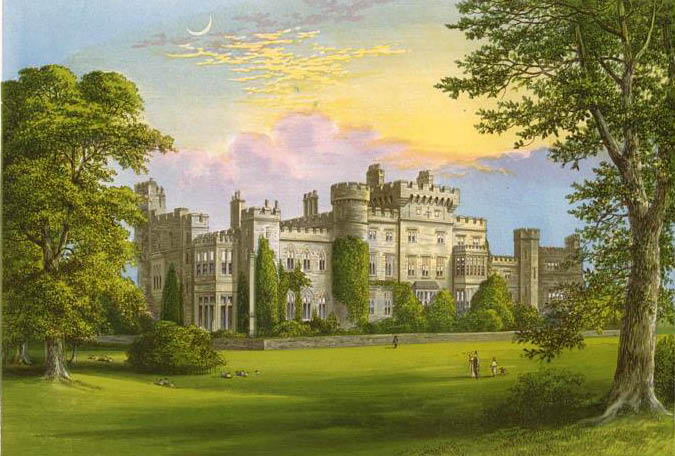
Le château de Hawarden, propriété de William Ewart Gladstone puis de son petit-fils.

Éduqué au collège d'Eton, le jeune homme étudie ensuite l'Histoire au New College de l'université d'Oxford. Il est président de la prestigieuse Oxford Union Society, club de débat composé principalement d'étudiants de cette université. Après l'obtention de son diplôme, il se consacre « avec grand sérieux » à la gestion du château et du domaine foncier environnant qu'il a hérités de son célèbre grand-père à Hawarden, au pays de Galles. Se considérant encore trop jeune et inexpérimenté pour entrer en politique, il obtient grâce aux connaissances de sa famille un poste de secrétaire privé adjoint auprès du Lord lieutenant d'Irlande, John Hamilton-Gordon, et passe ainsi plusieurs mois en Irlande durant l'année 1909. En janvier 1911 il se rend à Washington pour un travail d'attaché diplomatique (honorifique) auprès de James Bryce, l'ambassadeur du Royaume-Uni aux États-Unis,.

### Entrée en politique
À la demande du Parti libéral, il se présente comme candidat à l'élection législative partielle dans la circonscription regroupant Kilmarnock et les bourgs environnants, en Écosse. Il fait bonne impression durant la campagne, grâce à sa voix claire et mélodieuse, sa très bonne mémoire, son humour et la sincérité apparente de ses convictions. Élu député, il siège dans la majorité parlementaire du gouvernement de Herbert Asquith à la Chambre des communes. À l'instar de son grand-père, il est favorable à une autonomie politique pour l'Irlande, et prend la parole en faveur du projet de loi d'autonomie introduit par le gouvernement en 1912,.

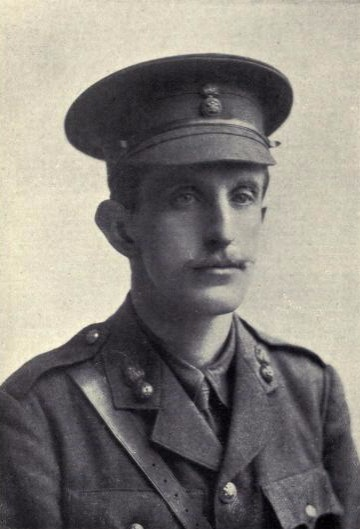
Will Gladstone en uniforme militaire en 1915.

### Soldat
Sa carrière politique est interrompue par la Première Guerre mondiale. Il écrit qu'il ressent une grande peur et une « intense aversion » à l'idée du service militaire, mais s'engage néanmoins volontairement. Il souhaite servir comme simple soldat, mais se voit persuadé d'accepter un poste d'officier, et est fait 2d lieutenant dans le 3e bataillon des Royal Welch Fusiliers. À l'issue de sa formation, il est envoyé sur le front de l'Ouest le 21 mars 1915, et est déployé dans les tranchées le 11 avril. Il est tué au combat deux jours plus tard, près de Laventie en France, atteint d'une balle allemande dans le front, à l'âge de 29 ans. Il laisse inachevée une lettre qu'il avait commencé à rédiger à sa mère.
Son corps est rapatrié et inhumé dans le cimetière de l'église de Hawarden. Ce geste, perçu comme un traitement de faveur en raison de ses origines familiales, amène le major général Fabian Ware à demander et obtenir que plus aucun rapatriement ne soit accordé, afin que les morts soient traités à égalité quelles que soient leurs origines sociales. Will Gladstone est par ailleurs l'un des quarante-trois parlementaires britanniques morts durant la Guerre et commémorés par un mémorial à Westminster Hall, dans l'enceinte du palais de Westminster où siège le Parlement du Royaume-Uni.

## Images

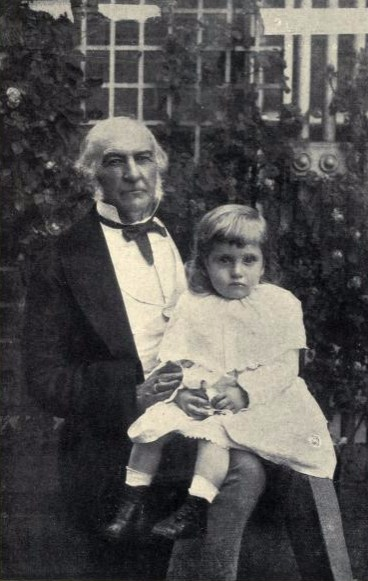
Will Gladstone enfant en 1887 avec son célèbre grand-père.
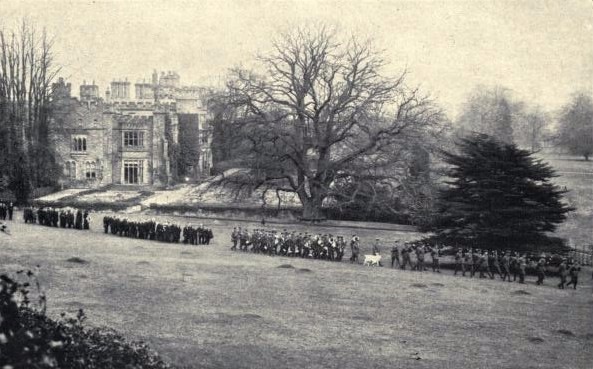
Procession funéraire de Will Gladstone le 23 avril 1915, quittant le chateau de Hawarden.
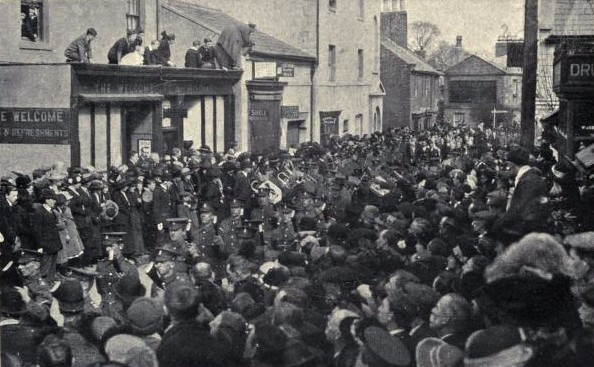
Procession funéraire de Will Gladstone dans les rues de Hawarden.